# Mendeltna
Mendeltna és una concentració de població designada pel cens dels Estats Units a l'estat d'Alaska. Segons el cens del 2000 tenia 63 habitants.

## Demografia
Segons el cens del 2000, Mendeltna tenia 63 habitants, 23 habitatges, i 14 famílies La densitat de població era de 0,1 habitants/km².
Dels 23 habitatges en un 30,4% hi vivien nens de menys de 18 anys, en un 47,8% hi vivien parelles casades, en un 17,4% dones solteres, i en un 34,8% no eren unitats familiars. En el 30,4% dels habitatges hi vivien persones soles el 8,7% de les quals corresponia a persones de 65 anys o més que vivien soles. El nombre mitjà de persones vivint en cada habitatge era de 2,74 i el nombre mitjà de persones que vivien en cada família era de 3,53.
Per edats la població es repartia de la següent manera: un 33,3% tenia menys de 18 anys, un 4,8% entre 18 i 24, un 31,7% entre 25 i 44, un 17,5% de 45 a 60 i un 12,7% 65 anys o més.
L'edat mediana era de 37 anys. Per cada 100 dones hi havia 90,9 homes. Per cada 100 dones de 18 o més anys hi havia 110 homes.
La renda mediana per habitatge era de 30.000 $ i la renda mediana per família de 28.750 $. Els homes tenien una renda mediana de 22.083 $ mentre que les dones 8.750 $. La renda per capita de la població era d'11.289 $. Cap de les famílies estaven per davall del llindar de pobresa.

## Poblacions més properes
El següent diagrama mostra les poblacions més properes.